# Glenn Strange
George Glenn Strange (Weed (New Mexico), 16 augustus 1899 – Los Angeles, 20 september 1973) was een Amerikaanse acteur, zanger en filmcomponist.

## Biografie
Glenn Strange werd geboren uit Ierse en Indiaanse voorouders. Hij werkte aanvankelijk onder meer als boer en politieagent en was de ster van een rodeoshow, voordat hij en zijn neef de zanggroep Arizona Wranglers oprichtten, waarmee hij eind jaren 1920 door het land reisde met countrymuziek. Op deze manier trok hij de aandacht van de filmindustrie. In de jaren 1930 en 1940 verscheen hij in een groot aantal westernfilms als een 'zingende cowboy', componeerde hij veel van de liedjes die hij zelf interpreteerde en was hij dus op zijn minst gedeeltelijk verantwoordelijk voor een hele reeks filmmuziek. Strange maakte zijn eerste filmoptreden in 1930 in een kleine bijrol in The Mounted Stranger. Vanaf dat moment bleef Strange filmen en was hij vooral te zien in westerns, totdat hij in 1942 in zijn eerste twee horrorfilms verscheen: The Mummy's Tomb (NBC Universal) en The Mad Monster (Producers Releasing Corporation). Het horrorgenre zou de komende jaren een beslissende invloed op zijn carrière moeten hebben.
Omdat acteur Boris Karloff weigerde zijn beroemde rol van het monster in de Frankenstein-films van Universal te blijven spelen uit angst voor een al te grote roldefinitie sinds 1940, zocht het filmbedrijf naar een geschikte opvolger voor Karloff. Vanaf 1944 werd de bezetting door Strange gekozen, nadat de maskerspecialist Jack P. Pierce, die de legendarische make-up van Karloff had bedacht, voor hem campagne voerde. In drie grote Universal-horrorfilms nam Strange de rol aan van het monster van Frankenstein, namelijk in House of Frankenstein (1944), House of Dracula (1945) en de parodie Abbott and Costello Meet Frankenstein (1948). De laatste film was niet in de laatste plaats te danken aan de cast met Bela Lugosi als Vlad Dracula en Lon Chaney jr. als weerwolf, destijds een van Universals grootste kaskrakers, paradoxaal genoeg betekende het ook het einde van het horrorfilmtijdperk van dit productiebedrijf.
Ook al was Boris Karloff de veel bekendere Frankenstein-acteur, meestal (en nog steeds) hebben de reclameproducten van Universal met betrekking tot dit filmpersonage meestal de opvallend gerimpelde gelaatstrekken van Glenn Strange. In de jaren 1950 acteerde Strange voornamelijk voor televisie en verscheen hij in alle denkbare rollen en genres. Dus bleef hij in de gedachten van een jonger publiek door zijn rol in Gunsmoke als barman Sam. Voor de film The Creature from the Black Lagoon (1954) van regisseur Jack Arnold werd Strange opnieuw aangesproken voor een hoofdrol in een horrorfilm. De 'kieuwman' werd gespeeld door een zwemmer wiens specialiteit het was om zijn adem enkele minuten in te houden, daarom kreeg hij en niet de acteur Strange de voorkeur voor deze onderwaterrol. Glenn Strange speelde in meer dan 300 films, totdat hij in de late zomer van 1973 op 74-jarige leeftijd overleed aan longkanker.

## Filmografie
- 1937: Trouble in Texas
- 1940: Teddy the Rough Rider (kortfilm)
- 1943: Action in the North Atlantic
- 1943: The Woman of the Town
- 1944: Knickerbocker Holiday
- 1944: House of Frankenstein
- 1945: House of Dracula
- 1948: Abbott and Costello Meet Frankenstein
- 1950: Comanche Territory
- 1951: The Red Badge of Courage
- 1952: The Legend of the Lone Ranger
- 1953: All the Brothers Were Valiant
- 1955–1973: Gunsmoke